# Gerald Jay Sussman
Gerald Jay Sussman (* 9. August 1947) ist ein US-amerikanischer Informatiker.

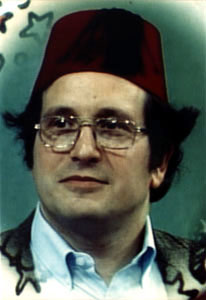
Gerald Sussman

Sussman studierte am Massachusetts Institute of Technology (MIT) Mathematik, mit einem Bachelorabschluss 1968, war dort aber schon seit Mitte der 1960er Jahre in der Forschung zur Künstlichen Intelligenz aktiv. 1973 promovierte er bei Marvin Minsky und Seymour Papert (A Computational Model of Skill Acquisition). Er ist dort heute Panasonic Professor of Electrical Engineering.
1975 entwickelte er mit seinem Studenten Guy L. Steele den Lisp-Dialekt Scheme, den er auch schon früh der Allgemeinheit frei zugänglich machte (unter GNU-Lizenz). Auch sonst war er aktiv in der Gründungsphase der Free Software Foundation in den 1980er Jahren (mit Richard Stallman).
Sussman entwickelte mit seinen Studenten auch Anwendungen der Künstlichen Intelligenz im CAD für den Entwurf von VLSI-Chips. Mit Steele entwickelte er Ende der 1970er Jahre spezielle Scheme-Chips, speziell für die Ausführung von Befehlen der Scheme-Sprache, und er entwarf und baute auch 1988 Chips für hochpräzise Berechnungen in der Himmelsmechanik (Digital Orrery). Mit Jack Wisdom untersuchte er damit Hinweise auf chaotische Dynamik im Sonnensystem, insbesondere in der Plutobahn. Ebenfalls mit Wisdom baute er das „Supercomputer Toolkit“ für Berechnungen der Lösungen von gewöhnlichen Differentialgleichungen, den Nachfolger des Digital Orrery. Damit bestätigten sie 1992 Hinweise auf chaotisches Verhalten bei Langzeitsimulationen des Sonnensystems, die schon Jacques Laskar 1989 fand.
Sussman ist auch bekannt für das Lehrbuch Structure and Interpretation of Computer Programs, zusammen mit Hal Abelson. Er schrieb auch ein Buch Structure and Interpretation of Classical Mechanics mit Jack Wisdom und Meinhard Mayer über Klassische Mechanik (mit besonderer Berücksichtigung von numerischen Algorithmen), das ebenso wie sein Software-Lehrbuch Scheme-Code benutzt. Für sein Lehrbuch erhielt er 1990 den Karl Karlstrom Outstanding Education Award der Association for Computing Machinery (ACM).
Sussman ist Mitglied der American Academy of Arts and Sciences, der New York Academy of Sciences, der National Academy of Engineering sowie Fellow der IEEE und des ACM.

## Schriften
- mit Harold Abelson (unter Beteiligung von Julie Sussman): Structure and Interpretation of Computer Programs, MIT Press, McGraw Hill 1985, 1996
- mit Jack Wisdom, Meinhard E. Mayer: Structure and Interpretation of Classical Mechanics, MIT Press 2001
- A computer model for skill acquisition, American Elsevier 1975